# Danaflöt
Das europäische Vogelschutzgebiet Danaflöt liegt südwestlich der schwedischen Stadt Karlskrona in der Ostsee. Das 5,3 Hektar große Vogelschutzgebiet umfasst eine kleine Ostseeinsel mit der umgebenden Wasserfläche. Die Insel ist ein bedeutender Brutplatz für Seeschwalben.
Danaflöt ist das kleinste der schwedischen Vogelschutzgebiete.

## Schutzzweck
Folgende Vogelarten sind für das Gebiet gemeldet; Arten, die im Anhang I der Vogelschutzrichtlinie geführt sind, sind mit * gekennzeichnet:
| Bild              | Anhang I | EU Code | Art               | wissenschaftlicher Name |
| ----------------- | -------- | ------- | ----------------- | ----------------------- |
| Zwergseeschwalbe  | *        | A195    | Zwergseeschwalbe  | Sterna albifrons        |
| Raubseeschwalbe   | *        | A190    | Raubseeschwalbe   | Sterna caspia           |
| Küstenseeschwalbe | *        | A194    | Küstenseeschwalbe | Sterna paradisaea       |